# Koksa
Die Koksa (russisch Ко́кса) ist ein linker Nebenfluss des Katun im Süden der russischen Republik Altai.
Den Oberlauf der Koksa bildet der Chaidun (Хайдун). Dieser hat seinen Ursprung im Altaigebirge nahe der kasachischen Grenze. Der Chaidun fließt in überwiegend nördlicher Richtung. Ab dem Zusammenfluss mit der Notschnaja heißt der Fluss dann "Koksa". Die Koksa wendet sich nach Osten und erreicht nach einer Gesamtfließstrecke von 179 km die Kleinstadt Ust-Koksa, Verwaltungszentrum des gleichnamigen Rajons, und mündet von links kommend in den Katun, dem Hauptquellfluss des Ob. Die Koksa entwässert ein Gebiet mit einer Fläche von 5600 km². Sie weist am Pegel Ust-Koksa, 2 km oberhalb der Mündung, einen mittleren Abfluss von 84 m³/s auf.